# Маккрори, Стиви
Стиви Маккрори (англ. Stevie McCrorie; род. 23 марта 1985, Денни) — шотландский певец, музыкант и автор текстов песен, победитель 4-го сезона британской версии телешоу «Голос». Его дебютный сольный альбом Big World был выпущен 8 января 2016 года. Бывший пожарный.

## Биография

### Ранние годы, начало музыкальной карьеры
Стиви Маккрори родился в Денни (ныне: в округе Фолкерк), в Шотландии. Начал музыкальную карьеру со школьных лет, играл в ряде локальных групп, но к нему не проявлял интерес ни один из звукозаписывающих лейблов. Основал группу под названием Stevie and the Moon, с которой выпустил сингл Wolves / Rainbows в 2010 году, а позже и альбом These Old Traditions. Группа была распущена в июне 2013 года. В эти годы Стиви Маккрори также отметился выступлением на фестивале T In The Park в составе группы MOPP на T Break Stage в 2010 году.

### Участие в шоу «Голос», успех сингла Lost Stars, альбом Big World (2015 —н.в.)
На момент своего участия в шоу, Маккрори работал в пожарной части. По признанию самого Стиви, за него заявку на участие в шоу отправили его коллеги по работе. На «слепом прослушивании» исполнил песню Kodaline «All I Want», к нему повернулись все четыре тренера и Стиви выбрал команду Рики Уилсона, солиста Kaiser Chiefs. Вышедший на следующий день после победы в «The Voice UK» сингл «Lost Stars»', кавер-версия песни Адама Левина, достигла 6-й строчки в хит-параде UK Singles Chart и 1-й строчки в чартах Шотландии.
| Этап                 | Песня                                                         | Исполнитель     |
| -------------------- | ------------------------------------------------------------- | --------------- |
| Слепые прослушивания | «All I Want»                                                  | Kodaline        |
| Битвы                | «Demons» (вместе с Тимом Арнольдом)                           | Imagine Dragons |
| Нокауты              | «I Still Haven't Found What I'm Looking For»                  | U2              |
| Четвертьфинал        | «All Through the Night»                                       | Синди Лопер     |
| Полуфинал            | «Bleeding Love»                                               | Леона Льюис     |
| Полуфинал            | «Stay with Me» (вместе с Рики Уилсоном и Эммануэлем Нваманди) | Faces           |
| Финал                | «I'll Stand By You»                                           | The Pretenders  |
| Финал                | «Get Back»                                                    | The Beatles     |
| Финал                | «All I Want»                                                  | Kodaline        |
| Финал                | «Lost Stars»                                                  | Адам Левин      |

Позже, в 2015 году, Стиви Маккрори второй раз выступил на знаменитом фестивале T in The Park, на этот раз уже в качестве сольного артиста. В течение года он проработал над записью своего первого полноформатный сольного альбома Big World, релиз которого состоялся 8 января 2016 года.

## Дискография

### Альбомы
| Название             | Информация                                                                       | Высшие позиции в чартах | Высшие позиции в чартах | Высшие позиции в чартах |
| Название             | Информация                                                                       | UK                      | SCO                     | UK Indie                |
| -------------------- | -------------------------------------------------------------------------------- | ----------------------- | ----------------------- | ----------------------- |
| These Old Traditions | - Издан: 4 апреля 2010 - Лейбл: нет - Формат: цифровая дистрибуция, CD           | —                       | —                       | 48                      |
| Big World            | - Издан: 8 января 2016 - Лейбл: Decca Records - Формат: цифровая дистрибуция, CD | 35                      | 4                       | —                       |

### Синглы
| 2010                                            | «Wolves / Rainbows»   | — | —  | —  | —         |
| 2011                                            | Light                 | — | —  | —  | —         |
| 2015                                            | «Lost Stars»          | 6 | 87 | 1  | —         |
| 2015                                            | «My Heart Never Lies» | — | —  | 51 | Big World |
| «—» обозначает, что сингл не вошёл в этот чарт. |                       |   |    |    |           |

## Личная жизнь
Жена — Эми. В 2014 году у пары родилась дочка Биби.